# Lyubertsy
Lyubertsy (tiếng Nga: Люберцы, IPA: [ˈlʲʉbʲɪrtsɨ]) là một thành phố Nga. Thành phố này thuộc chủ thể Moskva Oblast. Thành phố có dân số 156.691 người (theo điều tra dân số năm 2002. Đây là thành phố lớn thứ 111 của Nga theo dân số năm 2002, còn theo điều tra năm 2010 thì đứng thứ 106. Dân số qua các năm: 171,978 (Điều tra dân số 2010); 156,691 (Điều tra dân số 2002); 165,478 (Điều tra dân số năm 1989).
Lyubertsy được lập năm 1623, và trở thành thành phố năm 1925.

## Nhân vật nổi tiếng
- Sergei Abeltsev, nhà chính trị
- Yuri Gagarin, nhà du hành vũ trụ
- Alexander Menshikov, trợ thủ của Peter Đại đế
- Nikolay Rastorguyev, ca sĩ của Lyube
- Boris Razinsky, cầu thủ bóng đá
- Vasily Yakemenko, nhà chính trị